# Bladoppervlakte-index
De bladoppervlakte-index (Engels: leaf area index, doorgaans afgekort als LAI) is een dimensieloos getal dat de relatieve grootte van het bladoppervlak kenmerkt.
De bladoppervlakte-index wordt gedefinieerd als het eenzijdig bladoppervlak per grondeenheid (LAI =  bladoppervlakgrondoppervlak) breedbladige kronen. Wanneer men ook het houtachtige gedeelte van de plant meeneemt in de berekening, noemt men dit de plant area index (PAI).